# Danh sách đĩa nhạc của Bằng Kiều
Nguyễn Bằng Kiều, thường được biết đến với nghệ danh Bằng Kiều (sinh ngày 13 tháng 7 năm 1973), là một nam ca sĩ người Mỹ gốc Việt. Theo học tại Nhạc viện Hà Nội, anh khởi đầu sự nghiệp thông qua tham gia các ban nhạc Chìa khóa vàng, Hoa sữa, Quả Dưa Hấu và sau đó hát riêng. Nổi tiếng khi sử dụng chất giọng nam cao (tenor) được giới chuyên môn đánh giá là trong và giàu tình cảm.

## Danh sách đĩa nhạc

### Solo Album
| Thứ tự | Tên album                                                         | Năm phát hành | Danh sách bài hát | Hãng phát hành |
| ------ | ----------------------------------------------------------------- | ------------- | --- | --- |
| 1      | Ngõ Vắng Xôn Xao                                                  | 2000          | Chi tiết 1, Ngõ Vắng Xôn Xao (Trần Quang Huy) 2. Một Đời Mây Gió (Minh Châu) 3. Hoa Tím Ngoài Sân (Thanh Tùng) 4. Trái Tim An Bình (Minh Châu) 5. Gió Đêm (Minh Châu) 6. Khúc Hát Samba (Quốc Hùng) 7. Ước Muốn (Minh Châu) 8. Mây Chiều (Nghiêm Y) 9. Anh Vẫn Biết (Nguyễn Trung Cang) 10. Còn Mãi Nhớ Thương (Minh Châu) | Hãng phim Giải Phóng phát hành tại Việt Nam Làng Văn phát hành tại Hoa Kỳ                                          |
| 2      | Chuyện Lạ - Volume 1                                              | 2002          | Chi tiết 1. Chuyện Lạ (Bằng Kiều) 2. Hồng Môi (Lê Minh Sơn) 3. Trái Tim Bên Lề (Phạm Khải Tuấn) 4. Dòng Sông Sao (Bằng Kiều) - Bằng Kiều & Mỹ Linh 5. Tìm Em Đêm Giáng Sinh (Bảo Chấn) 6. Đánh Thức Trái Tim (Lê Minh Sơn) 7. Biển Ngày Mưa (Dương Thụ) 8. Hình Bóng (Anh Khoa) 9. Chỉ Là Như Thế (Bằng Kiều) 10. Chạy Trốn (Lê Minh Sơn) 11. Gửi Mùa Đông (Dương Thụ) 12. Lại Đây Với Anh (Bằng Kiều) 13. Bonus Karaoke: Đánh Thức Trái Tim (Lê Minh Sơn) 14. Bonus Karaoke: Chỉ Là Như Thế (Bằng Kiều) | Viết Tân Studio phát hành tại Việt Nam                                                                             |
| 3      | Anh Sẽ Nhớ Mãi - Volume 2                                         | 2003          | Chi tiết Phiên bản tại Việt Nam 1. Rồi Mai Thức Giấc (Tường Văn) 2. Nguyện Ước (Đăng Hùng) 3. Anh Sẽ Nhớ Mãi (Đức Trí) 4. Đốt Chút Lá Khô Khi Mùa Đông Về (Lê Quang) 5. Đi Theo Hạt Mưa (Bằng Kiều) 6. Mưa Buồn (Tường Văn) 7. Đã Qua (Tường Văn) 8. Trái Tim Bụi Đường (Bằng Kiều) 9. Đêm Đắm Say (Bằng Kiều) 10. Tình Mãi Theo Ta (Lê Quang) 11. Bonus Karaoke: Rồi Mai Thức Giấc (Tường Văn) 12. Bonus Karaoke: Đốt Chút Lá Khô Khi Mùa Đông Về (Lê Quang) Phiên bản tại Hoa Kỳ 1. Rồi Mai Thức Giấc (Tường Văn) 2. Nguyện Ước (Đăng Hùng) 3. Anh Sẽ Nhớ Mãi (Đức Trí) 4. Đêm Đắm Say (Simon Lê Văn & Bằng Kiều) 5. Mưa Buồn (Tường Văn) 6. Đốt Chút Lá Khô (Lê Quang) 7. Trái Tim Bên Lề 2 (Phạm Khải Tuấn) 8. Tình Mãi Theo Ta (Lê Quang) 9. Đã Qua (Tường Văn) 10. Như Ngày Với Đêm (Phạm Khải Tuấn) 11. Lỡ Yêu Em Rồi (Phạm Khải Tuấn) 12. Đi Theo Hạt Mưa (Lâm Vĩnh Lợi & Bằng Kiều) | Viết Tân Studio phát hành tại Việt Nam Thúy Nga đại diện phát hành tại Hoa Kỳ                                      |
| 4      | Mắt Biếc - Volume 3                                               | 2004          | Chi tiết 1. Lệ Đá (Trần Trịnh, thơ: Hà Huyền Chi) 2. Xin Còn Gọi Tên Nhau (Trường Sa) 3. Hạ Trắng (Trịnh Công Sơn) 4. Mắt Biếc (Ngô Thụy Miên) 5. Thà Như Giọt Mưa (Phạm Duy, thơ: Nguyễn Tất Nhiên) 6. Dấu Tình Sầu (Ngô Thụy Miên) 7. Như Chiếc Que Diêm (Từ Công Phụng) 8. Rồi Mai Tôi Đưa Em (Trường Sa) 9. Thu Hát Cho Người (Vũ Đức Sao Biển) 10. Phôi Pha (Trịnh Công Sơn) 11. Bài Không Tên Số 2 (Vũ Thành An) 12. Bonus Karaoke: Lệ Đá (Trần Trịnh, thơ: Hà Huyền Chi) 13. Dấu Tình Sầu (Ngô Thụy Miên) | Thúy Nga đại diện phát hành tại Hoa Kỳ                                                                             |
| 5      | Vá Lại Tình Tôi - Volume 4 (TNCD356)                              | 2005          | Chi tiết 1. Vá Lại Tình Tôi (Tâm Nguyên) 2. Bây Giờ Tháng Mấy (Từ Công Phụng) - Bằng Kiều & Trần Thu Hà 3. Để Mãi Bên Nhau (LV: Bằng Kiều) 4. Cho Lần Cuối (Lê Uyên Phương) - Bằng Kiều, Nhật Trung, Huy MC 5. Vắng Bóng Em (Ngọc Trọng) 6. Mưa Hồng (Trịnh Công Sơn) - Bằng Kiều & Tuấn Ngọc 7. Trong Giấc Mơ Em (Trường Sa) 8. Nếu Không Còn Yêu (Haòi Phương) 9. Bức Thư Tình Đầu Tiên (Đỗ Bảo) 10. Cho Quên Thú Đau Thương (LV: Nam Lộc) - Bằng Kiều, Nhật Trung, Trần Thu Hà 11. Bonus: Mưa Trên Ngày Tháng Đó (Từ Công Phụng) | Thúy Nga độc quyền sản xuất và phát hành tại Hoa Kỳ                                                                |
| 6      | Hoài Cảm - Volume 5                                               | 2007          | Chi tiết 1. Thu Quyến Rũ (Đoàn Chuẩn - Từ Linh) 2. Nửa Hồn Thương Đau (Phạm Đình Chương) 3. Tôi Đi Giữa Hoàng Hôn (Văn Phụng) 4. Mùa Thu Chết (Phạm Duy) 5. Hoài Cảm (Cung Tiến) 6. Như Cánh Vạc Bay (Trịnh Công Sơn) 7. Chiếc Lá Thu Phai (Trịnh Công Sơn) 8. Một Lần Nào Cho Tôi Gặp Lại Em (Vũ Thành An) 9. Chiếc Lá Cuối Cùng (Tuấn Khanh) 10. Em Đi Bỏ Mặc Con Đường (Trịnh Công Sơn) 11. Bản Tình Cuối (Ngô Thụy Miên) | Thúy Nga đại diện phát hành tại Hoa Kỳ                                                                             |
| 7      | Linh Hồn Đã Mất - Volume 6 (TNCD417)                              | 2007          | Chi tiết 1. Em Ở Đâu (Chí Tài) 2. Linh Hồn Đã Mất (Bằng Kiều) 3. Một Tình Yêu Vội Vàng (Lê Quang) - Bằng Kiều & Minh Tuyết 4. Ôi Trái Tim Chỉ Biết Yêu Người (Phạm Khải Tuấn) 5. Tình Cuối Chân Trời (Bùi Phạm Thắng) 6. Hãy Yêu Khi Ta Còn Bên Nhau (Ngọc Anh) - Bằng Kiều & Vân Quỳnh 7. Nấc Thang Thiên Đàng (LV: Bằng Kiều) 8. Nụ Hôn Cuối Cùng (Nguyễn Quang) - Bằng Kiều & Nguyễn Hồng Nhung 9. Nhớ Mãi (Anthony) 10. Về Đi Em (Minh Nhiên) | Thúy Nga độc quyền sản xuất và phát hành tại Hoa Kỳ                                                                |
| 8      | The best of Bằng Kiều from Paris By Night - Linh Hồn Đã Mất (DVD) | 2008          | Chi tiết 1. Linh Hồn Đã Mất (Bằng Kiều) PBN 89 2. Anh Sẽ Nhớ Mãi (Đức Trí & Bằng Kiều) PBN 72 3. Yêu Thương Mong Manh (Đức Trí & Hà Quang Minh) PBN 79 - Bằng Kiều & Minh Tuyết 4. Phút Cuối (Lam Phương) PBN 88 5. Những Ngày Đẹp Trời (LV: Hồ Văn Quân) PBN 81 6. Dẫu Có Lỗi Lầm (Hồ Hoài Anh) PBN 73 - Bằng Kiều & Vân Quỳnh 7. Vá Lại Tình Tôi (Tâm Nguyên) PBN 77 8. Em Đến Thăm Anh Đêm 30 (Vũ Thành An, thơ: Nguyễn Đình Toàn) PBN 85 9. LK Cơn Gió Thoảng & Trái Tim Tội Lỗi (Quốc Dũng) PBN 78 - Bằng Kiều & Thanh Hà 10. Chị Tôi (Trần Tiến) PBN 90 11. Mưa Trên Ngày Tháng Đó (Từ Công Phụng) PBN 75 12. Giờ Thì Anh Đã Biết (Thái Thịnh) PBN 86 - Bằng Kiều & Minh Tuyết 13. Buồn Ơi Chào Mi (Nguyễn Ánh 9) PBN 83 14. Quên Đi Hết Đam Mê (Nhật Trung) PBN 73 - Bằng Kiều & Thủy Tiên 15. Biển Vắng (Tùng Giang) PBN 78 16. LK Tình Khúc Tháng Sáu (Ngô Thụy Miên) & Đường Xa Ướt Mưa (Đức Huy) PBN 82 - Bằng Kiều & Trần Thu Hà 17. Lắng Nghe Mùa Xuân Về (Dương Thụ) PBN 80 18. Bản Tình Cuối (Ngô Thụy Miên) PBN 86 | Thúy Nga độc quyền sản xuất và phát hành tại Hoa Kỳ, tập hợp các nhạc phẩm trình diễn trên sân khấu Paris By Night |
| 9      | Nhạc yêu cầu - Volume 7                                           | 2009          | Chi tiết 1. Chuyện Tình Buồn (Phạm Duy, thơ: Phạm Văn Bình) 2. Yêu Em Dật Dờ (Vũ Thư) 3. Lời Cuối Cho Em (Nguyễn Vũ) - Bằng Kiều & Trần Thu Hà 4. Tình Khúc Thứ Nhất (Vũ Thành An, thơ: Nguyễn Đình Toàn) 5. Tình Đầu Tình Cuối (Trần Thiện Thanh) 6. Bay Đi Cánh Chim Biển (Đức Huy) 7. Còn Yêu Em Mãi (Nguyễn Trung Cang) 8. Kiếp Đam Mê (Duy Quang) 9. Phượng Hồng (Vũ Hoàng, thơ: Đỗ Trung Quân) 10. Khi Người Yêu Tôi Khóc (Trần Thiện Thanh) - Bằng Kiều & Trần Thu Hà 11. Một Mai Em Đi (Trường Sa) | Thúy Nga đại diện phát hành tại Hoa Kỳ                                                                             |
| 10     | Những Tình Khúc Chọn Lọc - Xin Đừng Quay Lại (TNCD474)            | 2010          | Chi tiết 1. Em Ơi Hà Nội Phố (Phú Quang, thơ: Phan Vũ) 2. Xin Đừng Quay Lại (Diệu Hương) 3. Bản Tình Ca Cho Em (Ngô Thụy Miên) 4. Em Đến Thăm Anh Đêm 30 (Vũ Thành An, thơ: Nguyễn Đình Toàn) 5. Biển Cạn (Kim Tuấn) - Bằng Kiều & Khánh Hà 6. Phút Cuối (Lam Phương) 7. Bản Tình Cuối (Ngô Thụy Miên) 8. LK Mùa Thu Cho Em (Ngô Thụy Miên) & Mộng Dưới Hoa (Phạm Đình Chương, thơ: Đinh Hùng) - Bằng Kiều & Trần Thu Hà 9. Buồn Ơi Chào Mi (Nguyễn Ánh 9) 10. LK Bức Thư Tình Đầu Tiên (Đỗ Bảo), Ngày Cưới (Đỗ Bảo), Ngày Tân Hôn (LV: Phạm Duy) - Bằng Kiều & Quỳnh Vi 11. Chờ Người (Lam Phương) - Bằng Kiều & Trần Thu Hà 12. Chị Tôi (Trần Tiến) 13. Tình Yêu Cho Em (LV: Nhật Ngân) - Bằng Kiều & Khánh Hà | Thúy Nga độc quyền sản xuất và phát hành tại Hoa Kỳ, tập hợp các nhạc phẩm trình diễn trên sân khấu Paris By Night |
| 11     | Lại Gần Hôn Anh - Volume 8                                        | 2011          | Chi tiết 1. Lại Gần Hôn Anh (LV: Phạm Duy) 2. Nàng (LV: Duy Quang) 3. Mơ Về Em (LV: Khúc Lan) 4. Chuyện Tình Yêu (LV: Phạm Duy) 5. Người Yêu Nếu Ra Đi (LV: Phạm Duy) 6. Gọi Tên Người Yêu Aline (LV: Phạm Duy) 7. Em Đẹp Như Mơ (LV: Vũ Xuân Hùng) 8. Điệu Valse Buồn Cho Em (LV: Bằng Kiều) 9. Bài Ngợi Ca Tình Yêu (LV: Phạm Duy) 10. Em Là Tất Cả (LV: Duy Quang) | Thúy Nga đại diện phát hành tại Hoa Kỳ                                                                             |
| 12     | Vũ Thành An - Volume 9                                            | 2011          | Chi tiết 1. Bài Không Tên Số 7 2. Bài Không Tên Số 8 3. Lời Tình Buồn 4. Anh Đến Thăm Em Đêm 30 (thơ: Nguyễn Đình Toàn) 5. Bài Không Tên Số 5 6. Tình Khúc Thứ Nhất (thơ: Nguyễn Đình Toàn) 7. Bài Không Tên Số 4 8. Bài Không Tên Cuối Cùng 9. Đời Đá Vàng 10. Bài Không Tên Số 2 11. Một Lần Nào Cho Tôi Gặp Lại Em | Thúy Nga đại diện phát hành tại Hoa Kỳ                                                                             |

### Album hợp tác
- Trái Tim Không Ngủ Yên, 1998 - với Mỹ Linh
- Tình Xa Khuất, 1998 - với Phương Thanh (Trung tâm Băng nhạc Trẻ & Kim Lợi Studio)
- Đánh Thức Tầm Xuân, 1998 - với Trần Thu Hà (Trung tâm Băng nhạc Trẻ)
- LK Nonstop Kiếp Ve Sầu, 1998 - với Phương Thanh, Thu Phương, Lam Trường (DG Productions)
- Tình Tự Kể, 1998 - với Trần Thu Hà, Ngọc Anh, Quang Linh (Dihavina)
- Vườn Yêu, 1999 - với Thu Phương
- Cô Bé Mắt Nai, 1999 - với Lam Trường
- Chị Tôi, 1999 - với Phương Thanh
- Tình Ca Hai Mươi, 1999 - với Tik Tik Tak
- Cafe Thì Thầm, 1999 - với Thu Phương (Bướm Đêm Music)
- Anh Mãi Yêu Em, 2000 - với Thanh Lam
- TNCD372: Bởi Vì Anh Yêu Em, 2006 - với Minh Tuyết (Thúy Nga)
- TNCD449: Một Lần Nữa Xin Có Nhau, 2010 - với Minh Tuyết (Thúy Nga)
- TNCD537: Lâu Đài Tình Ái, 2014 - với Minh Tuyết (Thúy Nga)
- TNCD540: Đời Đá Vàng, 2014 - với Thiên Tôn, Đình Bảo (Thúy Nga)
- Trái Tim Hoang Vu - với Phương Thanh
- Tình Yêu Và Mắt Nai - với Thu Phương (Youth Entertainment)
- Tình Cờ - với Thu Phương (Youth Entertainment)...

## Các tiết mục biểu diễn trên sân khấu

### Trung tâm Thúy Nga

#### Chương trình  Paris By Night
| STT | Tiết mục                                                                                                 | Thể hiện với | Chương trình       | Năm  |
| --- | --- | --- | ------------------ | ---- |
| 1   | Anh Sẽ Nhớ Mãi (Đức Trí, Bằng Kiều)                                                                      | Đơn ca | Paris By Night 72  | 2004 |
| 2   | Dẫu Có Lỗi Lầm (Hồ Hoài Anh)                                                                             | Vân Quỳnh | Paris By Night 73  | 2004 |
| 3   | Quên Đi Hết Đam Mê (Nhật Trung)                                                                          | Thủy Tiên | Paris By Night 73  | 2004 |
| 4   | Mưa Trên Ngày Tháng Đó (Từ Công Phụng)                                                                   | Đơn ca | Paris By Night 75  | 2004 |
| 5   | Lạc Mất Mùa Xuân (LV: Lữ Liên)                                                                           | Đơn ca | Paris By Night 76  | 2005 |
| 6   | Chào Mùa Xuân Mới (Hữu Xuân)                                                                             | Vân Quỳnh, Lương Tùng Quang | Paris By Night 76  | 2005 |
| 7   | Vá Lại Tình Tôi (Tâm Nguyên)                                                                             | Đơn ca | Paris By Night 77  | 2005 |
| 8   | Lời Cảm Ơn (Ngô Thụy Miên, Hạ Đỏ Bích Phượng)                                                            | Khánh Ly, Lệ Thu, Hoàng Oanh, Tuấn Ngọc, Khánh Hà, Như Quỳnh, Minh Tuyết, Thu Phương, Lưu Bích, Nguyễn Hưng, Thủy Tiên, Bảo Hân, Lương Tùng Quang, Thế Sơn, Trần Thái Hòa, Quang Lê, Như Loan, Loan Châu, Tâm Đoan, Hồ Lệ Thu, Vân Quỳnh, Dương Triệu Vũ | Paris By Night 77  | 2005 |
| 9   | LK Cơn Gió Thoảng, Trái Tim Tội Lỗi (Quốc Dũng)                                                          | Thanh Hà | Paris By Night 78  | 2005 |
| 10  | Biển Vắng (Tùng Giang)                                                                                   | Đơn ca | Paris By Night 78  | 2005 |
| 11  | Yêu Thương Mong Manh (Đức Trí, Hà Quang Minh)                                                            | Minh Tuyết | Paris By Night 79  | 2005 |
| 12  | Em Đi (Đức Huy)                                                                                          | Nhật Trung, Tuấn Ngọc, Thái Châu, Nguyễn Ngọc Ngạn | Paris By Night 79  | 2005 |
| 13  | Tình Yêu Cho Em - Vivo Per Lei (LV: Nhật Ngân)                                                           | Khánh Hà | Paris By Night 79  | 2005 |
| 14  | Lắng Nghe Mùa Xuân Về (Dương Thụ)                                                                        | Đơn ca | Paris By Night 80  | 2006 |
| 15  | Những Ngày Đẹp Trời (LV: Hồ Văn Quân)                                                                    | Đơn ca | Paris By Night 81  | 2006 |
| 16  | LK Tình khúc Tháng Sáu (Ngô Thụy Miên), Đường Xa Ướt Mưa (Đức Huy)                                       | Trần Thu Hà | Paris By Night 82  | 2006 |
| 17  | Buồn Ơi, Chào Mi (Nguyễn Ánh 9)                                                                          | Đơn ca | Paris By Night 83  | 2006 |
| 18  | Tình Khúc Chiều Mưa (Nguyễn Ánh 9)                                                                       | Lương Tùng Quang, Trần Thái Hòa, Minh Tuyết, Ngọc Liên, Angela Trâm Anh | Paris By Night 83  | 2006 |
| 19  | LK Đồng Xanh (LV: Lê Hựu Hà), Ôi Giàn Thiên Lý Đã Xa (LV: Phạm Duy)                                      | Tuấn Ngọc | Paris By Night 84  | 2006 |
| 20  | Em Đến Thăm Anh Đêm 30 (Vũ Thành An, Nguyễn Đình Toàn)                                                   | Đơn ca | Paris By Night 85  | 2007 |
| 21  | Ai Không Một Lần Mơ - What A Feeling (LV: Lê Xuân Trường)                                                | Minh Tuyết, Văn Phi Thông, David Meng, Huy Tâm, Ngọc Loan, Hương Giang, Triệu Bảo Vi, Quỳnh Vi, Sunny Lương, Mai Tiến Dũng, Trần Thái Hòa, Hoài Phương, Trịnh Lam, Ngô Quang Minh | Paris By Night 86  | 2007 |
| 22  | Bản Tình Cuối (Ngô Thụy Miên)                                                                            | Đơn ca | Paris By Night 86  | 2007 |
| 23  | Giờ Thì Anh Đã Biết (Thái Thịnh)                                                                         | Minh Tuyết | Paris By Night 86  | 2007 |
| 24  | Phút Cuối (Lam Phương)                                                                                   | Đơn ca | Paris By Night 88  | 2007 |
| 25  | Chờ Người (Lam Phương)                                                                                   | Trần Thu Hà | Paris By Night 88  | 2007 |
| 26  | Linh Hồn Đã Mất (Bằng Kiều)                                                                              | Đơn ca | Paris By Night 89  | 2007 |
| 27  | Chị Tôi (Trần Tiến)                                                                                      | Đơn ca | Paris By Night 90  | 2007 |
| 28  | Từ Miền Bắc (Phạm Duy)                                                                                   | Quỳnh Vi, Thế Sơn, Quang Lê, Trần Thái Hòa, Dương Triệu Vũ, Trịnh Lam | Paris By Night 91  | 2008 |
| 29  | Em Ơi Hà Nội Phố (Phú Quang, Phan Vũ)                                                                    | Đơn ca | Paris By Night 91  | 2008 |
| 30  | Dĩ Vãng (Trịnh Nam Sơn)                                                                                  | Minh Tuyết | Paris By Night 92  | 2008 |
| 31  | LK Dấu Tình Sầu (Ngô Thụy Miên), Lệ Đá (Trần Trịnh, Hà Huyền Chi)                                        | Khánh Ly | Paris By Night 92  | 2008 |
| 32  | LK Top Hits                                                                                              | Quỳnh Vi, Tú Quyên, Ngọc Liên, Nguyệt Anh, Minh Tuyết, Trịnh Lam, Dương Triệu Vũ, Lương Tùng Quang, Nguyễn Thắng | Paris By Night 92  | 2008 |
| 33  | Em Là Tất Cả (LV: Duy Quang)                                                                             | Đơn ca | Paris By Night 93  | 2008 |
| 34  | Bởi Vì Anh Yêu Em (Phan Đinh Tùng)                                                                       | Minh Tuyết | Paris By Night 93  | 2008 |
| 35  | Bài Tình Ca Cho Em (Ngô Thụy Miên)                                                                       | Đơn ca | Paris By Night 94  | 2008 |
| 36  | Nếu Chỉ Còn Một Ngày Để Sống (Hoài An)                                                                   | Khánh Ly, Khánh Hà, Minh Tuyết, Thế Sơn, Don Hồ, Trần Thái Hoà, Quang Lê, Mai Thiên Vân, Hương Thủy, Hồ Lệ Thu, Trúc Lam, Trúc Linh, Tú Quyên, Dương Triệu Vũ, Quỳnh Vi, Ngọc Liên, Lương Tùng Quang, Lưu Việt Hùng, Nguyệt Anh, Hương Giang | Paris By Night 95  | 2009 |
| 37  | LK Cho Người Tôi Yêu: Bức Thư Tình Đầu Tiên (Đỗ Bảo), Ngày Cưới (Đỗ Bảo), Ngày Tân Hôn (LV: Phạm Duy)    | Quỳnh Vi | Paris By Night 95  | 2009 |
| 38  | LK Mùa Thu Cho Em (Ngô Thụy Miên), Mộng Dưới Hoa (Phạm Đình Chương, Đinh Hùng)                           | Trần Thu Hà | Paris By Night 96  | 2009 |
| 39  | Hài kịch: Áo Em Chưa Mặc Một Lần (Nguyễn Ngọc Ngạn)                                                      | Chí Tài, Thúy Nga, Bé Tí | Paris By Night 96  | 2009 |
| 40  | Mưa Và Em (Triệu Thiên Tuyến)                                                                            | Đơn ca | Paris By Night 97  | 2009 |
| 41  | Biển Cạn (Kim Tuấn)                                                                                      | Khánh Hà | Paris By Night 98  | 2009 |
| 42  | Một Lần Nữa Xin Có Nhau (Phương Uyên)                                                                    | Minh Tuyết | Paris By Night 98  | 2009 |
| 43  | Xin Đừng Quay Lại (Diệu Hương)                                                                           | Đơn ca | Paris By Night 99  | 2010 |
| 44  | Xin Lỗi Anh (Hoài An)                                                                                    | Minh Tuyết | Paris By Night 100 | 2010 |
| 45  | Hài kịch: Sao Em Nỡ Vội Lấy Tiền (Nguyễn Ngọc Ngạn)                                                      | Chí Tài, Thúy Nga, Hương Thủy | Paris By Night 100 | 2010 |
| 46  | LK Em Là Tất Cả, Duyên Kiếp, Cỏ Úa (Lam Phương)                                                          | Minh Tuyết | Paris By Night 102 | 2011 |
| 47  | Giáng Ngọc (Ngô Thụy Miên)                                                                               | Đơn ca | Paris By Night 103 | 2011 |
| 48  | Nơi Tình Yêu Bắt Đầu (Tiến Minh)                                                                         | Lam Anh | Paris By Night 104 | 2011 |
| 49  | Hài kịch: Mình Bắt Đầu Từ Đây (Nguyễn Ngọc Ngạn)                                                         | Chí Tài, Việt Hương, Thúy Nga, Hoài Tâm | Paris By Night 104 | 2011 |
| 50  | Hài kịch: Đệ Tử Chân Truyền (Nguyễn Ngọc Ngạn)                                                           | Việt Hương, Thúy Nga, Hoài Tâm | Paris By Night 105 | 2012 |
| 51  | Ngỡ, Một Lần Nữa Em Quay Về (Phúc Trường)                                                                | Minh Tuyết | Paris By Night 105 | 2012 |
| 52  | Áo Lụa Hà Đông (Ngô Thụy Miên, Nguyên Sa)                                                                | Đơn ca | Paris By Night 106 | 2012 |
| 53  | Giọt Nắng Bên Thềm (Thanh Tùng)                                                                          | Đơn ca | Paris By Night 107 | 2013 |
| 54  | Chỉ Còn Lại Tình Yêu (Tiến Minh)                                                                         | Đơn ca | Paris By Night 108 | 2013 |
| 55  | Tên Sở Khanh (Lương Bằng Quang)                                                                          | Minh Tuyết, Kỳ Phương Uyên | Paris By Night 109 | 2013 |
| 56  | Rồi Mai Tôi Đưa Em (Trường Sa)                                                                           | Đình Bảo, Thiên Tôn | Paris By Night 109 | 2013 |
| 57  | Hát Mãi Bài Tình Ca (Thái Thịnh)                                                                         | Minh Tuyết, Như Loan, Tóc Tiên, Như Quỳnh, Don Hồ, Mai Thiên Vân, Hạ Vy, Mạnh Quỳnh, Hương Thủy, Quang Lê, Ngọc Hạ, Trần Thái Hòa, Thế Sơn, Châu Ngọc, Hồ Lệ Thu, Kỳ Phương Uyên, Mai Tiến Dũng, Quỳnh Vi, Trịnh Lam, Lương Tùng Quang, Diễm Sương, Duy Trường, Khánh Lâm, Tommy Ngô, Lynda Trang Đài, Đình Bảo, Ánh Minh, Hương Giang, Anh Tú, Thiên Tôn, Ý Lan, Ngọc Anh, Thu Phương, Giang Tử, Hương Lan, Thái Châu, Quang Dũng, Nguyễn Hưng, Thanh Hà, Lưu Bích, Tuấn Ngọc, Khánh Hà, Dương Triệu Vũ, Lam Anh, Họa Mi, Elvis Phương | Paris By Night 109 | 2013 |
| 58  | Gửi Người Em Gái (Đoàn Chuẩn, Từ Linh)                                                                   | Đơn ca | Paris By Night 110 | 2014 |
| 59  | Khói Sương Mong Manh (Châu Đăng Khoa)                                                                    | Lam Anh | Paris By Night 111 | 2014 |
| 60  | Đêm Đông (Nguyễn Văn Thương, Kim Minh)                                                                   | Đình Bảo, Thiên Tôn | Paris By Night 112 | 2014 |
| 61  | LK Nỗi Nhớ Mùa Đông (Phú Quang, Phương Thảo), Cửa Sổ Mùa Đông (Dương Thụ)                                | Thu Phương | Paris By Night 112 | 2014 |
| 62  | Bông Hồng Cài Áo (Phạm Thế Mỹ, Thích Nhất Hạnh)                                                          | Đơn ca | Paris By Night 113 | 2015 |
| 63  | Tóc Xưa (Ngô Thụy Miên, Dương Văn Thiệt)                                                                 | Đơn ca | Paris By Night 114 | 2015 |
| 64  | Hài kịch: Tình Rồng Duyên Tiên (Hồng Đào)                                                                | Quang Minh, Hồng Đào, Diễm Sương | Paris By Night 114 | 2015 |
| 65  | Cơn Mơ Băng Giá (Lê Thành Trung)                                                                         | Đơn ca | Paris By Night 115 | 2015 |
| 66  | Tâm Hồn Sỏi Đá (Lương Bằng Quang)                                                                        | Minh Tuyết | Paris By Night 116 | 2015 |
| 67  | Tôi Thấy Hoa Vàng Trên Cỏ Xanh (Châu Đăng Khoa)                                                          | Đơn ca | Paris By Night 117 | 2016 |
| 68  | Và Con Tim Đã Vui Trở Lại (Đức Huy)                                                                      | Nguyễn Hồng Nhung, Lam Anh, Ngọc Anh, Thiên Tôn, Đình Bảo | Paris By Night 118 | 2016 |
| 69  | Tình Yêu Vội Đi (Đức Huy)                                                                                | Đơn ca | Paris By Night 118 | 2016 |
| 70  | Xin Gọi Nhau Là Cố Nhân (Song Ngọc)                                                                      | Đan Nguyên, Quang Lê | Paris By Night 119 | 2016 |
| 71  | Mẹ Tôi (Trần Tiến)                                                                                       | Trần Thu Hà | Paris By Night 120 | 2016 |
| 72  | Hài kịch: Chuyện Tình Điêu Thuyền (Nguyễn Ngọc Ngạn)                                                     | Chí Tài, Hoài Tâm, Thúy Nga, Hương Thủy, Diễm Sương, Nguyệt Cát | Paris By Night 121 | 2017 |
| 73  | Định Mệnh (Song Ngọc)                                                                                    | Lam Anh | Paris By Night 121 | 2017 |
| 74  | LK Đếm Lá Ngoài Sân, Hoa Cúc Vàng (Thanh Tùng)                                                           | Trần Thu Hà | Paris By Night 122 | 2017 |
| 75  | Hư Ảo (Diệu Hương)                                                                                       | Đơn ca | Paris By Night 123 | 2017 |
| 76  | Người Em Sầu Mộng (Y Vân, Lưu Trọng Lư)                                                                  | Đơn ca | Paris By Night 124 | 2018 |
| 77  | Tình Yêu Xây Đắp Nhân Gian (Hamlet Trương)                                                               | Don Hồ, Trần Thái Hòa, Lương Tùng Quang, Dương Triệu Vũ, Lam Anh, Ngọc Anh, Minh Tuyết, Như Loan, Nguyễn Hồng Nhung | Paris By Night 126 | 2018 |
| 78  | Ôm Một Bóng Hình (Dương Khắc Linh)                                                                       | Minh Tuyết | Paris By Night 126 | 2018 |
| 79  | Đắp Mộ Cuộc Tình (Vũ Thanh)                                                                              | Quang Lê, Đan Nguyên | Paris By Night 126 | 2018 |
| 80  | Về Bên Anh Nhé (Hồng Quân)                                                                               | Đơn ca | Paris By Night 127 | 2018 |
| 81  | Đối Thoại (Tú Dưa)                                                                                       | Nguyễn Hồng Nhung | Paris By Night 128 | 2019 |
| 82  | Hãy Sống Theo Những Gì Con Muốn (Lê Quang, Hà Quang Minh)                                                | Beckam Nguyễn | Paris By Night 129 | 2019 |
| 83  | Có Phải Người Dưng (Mai Xuân Thứ)                                                                        | Đơn ca | Paris By Night 130 | 2020 |
| 84  | LK Dìu Người Tôi Yêu: Người Ngoài Phố (Anh Việt Thu), Nửa Đêm Ngoài Phố (Trúc Phương), Phố Đêm (Tâm Anh) | Quang Lê, Đan Nguyên | Paris By Night 130 | 2020 |
| 85  | Đừng Xa Nhau (Phạm Duy)                                                                                  | Đơn ca | Paris By Night 132 | 2022 |
| 86  | Một Người Chẳng Cần Một Người (Tiến Nguyễn)                                                              | Lam Anh | Paris By Night 133 | 2022 |
| 87  | Nghi Ngờ Tình Yêu (Đông Thiên Đức)                                                                       | Minh Tuyết | Paris By Night 134 | 2023 |
| 88  | Hơn Một Lời Cảm Ơn (Ngô Minh Tài)                                                                        | Ngọc Anh, Ý Lan, Tuấn Ngọc, Khánh Hà, Minh Tuyết, Trần Thái Hòa, Lam Anh, Đình Bảo, Kỳ Phương Uyên, Nguyễn Hồng Nhung, Ngọc Hạ, Tuấn Phước, Thiên Tôn, Hương Lan, Hoàng Oanh, Thanh Tuyền, Phương Hồng Quế, Thanh Hà, Quang Dũng, Trường Vũ, Như Quỳnh, Quang Lê, Thái Châu, Họa Mi, Nguyễn Hưng, Hương Thủy, Băng Tâm, Hoàng Nhung, Hà Thanh Xuân, Trịnh Lam, Phương Yến Linh, Ngọc Ngữ, Châu Ngọc Hà, Tâm Đoan, Mạnh Quỳnh, Phương Loan, Đan Nguyên, Lương Tùng Quang, Như Loan, Hoàng Mỹ An, Như Ý, Lâm Thúy Vân, Myra Trần, Don Hồ  | Paris By Night 134 | 2023 |
| 89  | Bên Kia Đời Quạnh Quẽ (Từ Công Phụng)                                                                    | Đơn ca | Paris By Night 135 | 2023 |
| 90  | Tuổi Xa Người (Từ Công Phụng)                                                                            | Trần Thu Hà | Paris By Night 135 | 2023 |
| 91  | Giữ Đời Cho Nhau (Từ Công Phụng, Du Tử Lê)                                                               | Từ Công Phụng, Tuấn Ngọc, Thái Hiền, Ý Lan, Anh Dũng, Trần Thu Hà, Trần Thu Hà, Ngọc Anh, Ngọc Hạ, Hồ Hoàng Yến, Đình Bảo, Thiên Tôn, Lam Anh, Vasa Diệu Nga, Như Ý | Paris By Night 135 | 2023 |
| 92  | Thương (Hồ Tiến Đạt)                                                                                     | Tuấn Ngọc | Paris By Night 136 | 2024 |
| 93  | LK Cứ Ngỡ, Chuyện Như Chưa Bắt Đầu, Sợ Yêu (Hoàng Nhã)                                                   | Thanh Hà | Paris By Night 136 | 2024 |
| 94  | Hà Nội Ngày Tháng Cũ (Song Ngọc)                                                                         | Đơn ca | Paris By Night 137 | 2024 |

### Chương trình thu hình khác
| STT | Tên bài hát                                     | Thể hiện với                                                       | Chương trình                    | Năm  |
| --- | ----------------------------------------------- | ------------------------------------------------------------------ | ------------------------------- | ---- |
| 1   | Như Đã Dấu Yêu (Đức Huy)                        | Minh Tuyết                                                         | Paris By Night 100 VIP Party    | 2010 |
| 2   | Lại Gần Hôn Anh (LV: Pham Duy)                  | Đơn ca                                                             | A Dancing Dream - Season 1      | 2011 |
| 3   | Chuyện Tình Yêu (LV: Phạm Duy)                  | Đơn ca                                                             | Paris By Night 104 VIP Party    | 2012 |
| 4   | Bài Không Tên Cuối Cùng (Vũ Thành An)           | Đơn ca                                                             | VSTAR Season 1 - Chung Kết      | 2012 |
| 5   | Để Nhớ Một Thời Ta Đã Yêu (Thái Thịnh)          | Đơn ca                                                             | Paris By Night 106 VIP Party    | 2013 |
| 6   | Em Đi Rồi (Lam Phương)                          | Đơn ca                                                             | VSTAR Season 2 - Bán Kết        | 2013 |
| 7   | Lâu đài Tình Ái (Trần Thiện Thanh)              | Minh Tuyết                                                         | Paris By Night 109 VIP Party    | 2013 |
| 8   | Silent Night - Đêm Thánh Vô Cùng (LV: Hùng Lân) | Đình Bảo, Thiên Tôn                                                | Paris By Night Gloria           | 2013 |
| 9   | Chiên Lạc Trở Về (Nay Danh)                     | Đơn ca                                                             | Paris By Night Gloria           | 2013 |
| 10  | Lời Nguyện Cầu Giáng Sinh                       | Đơn ca                                                             | Paris By Night Gloria 2         | 2014 |
| 11  | Chị Tôi (Trần Tiến)                             | Hugo Hiếu Nguyễn                                                   | VSTAR Kids Season 1 - Chung Kết | 2015 |
| 12  | Hoa Cỏ Mùa Xuân (Bảo Chấn)                      | Đơn ca                                                             | Hội Ngộ Táo Quân                | 2016 |
| 13  | Nơi Tình Yêu Bắt Đầu (Tiến Minh)                | Lam Anh                                                            | Hội Ngộ Táo Quân                | 2016 |
| 14  | Đời Đá Vàng (Vũ Thành An)                       | Thiên Tôn, Đình Bảo                                                | VSTAR Season 3 - Chung Kết      | 2016 |
| 15  | Phượng Hồng (Vũ Hoàng, Đỗ Trung Quân)           | Đơn ca                                                             | VSTAR Season 3 - Chung Kết      | 2016 |
| 16  | Xin Chúa Xuống                                  | Đơn ca                                                             | Paris By Night Gloria 3         | 2017 |
| 17  | Giọt Sương Trên Mí Mắt (Thanh Tùng)             | Đơn ca                                                             | Gió Mùa Xuân Tới                | 2018 |
| 18  | Trái Tim Không Ngủ Yên (Thanh Tùng)             | Minh Tuyết, Ngọc Anh, Hoài Phương                                  | Gió Mùa Xuân Tới                | 2018 |
| 19  | Đàn Bà (Song Ngọc)                              | Don Hồ, Quang Dũng, Trần Thái Hòa, Đan Nguyên, Thiên Tôn, Đình Bảo | Paris By Night Divos            | 2018 |
| 20  | Tình khúc Thứ Nhất (Vũ Thành An)                | Đơn ca                                                             | Paris By Night Divos            | 2018 |
| 21  | Từ Ngày Em Đi (Huỳnh Quốc Huy)                  | Minh Tuyết                                                         | Paris By Night Divos            | 2018 |
| 22  | Nghìn Trùng Xa Cách (Phạm Duy)                  | Thiên Tôn, Đình Bảo                                                | Paris By Night Divos            | 2018 |
| 23  | Tình Yêu Cho Em (LV: Nhật Ngân)                 | Ashley Lai                                                         | VSTAR Kids Season 2 - Chung Kết | 2018 |
| 24  | Bên Em Là Biển Rộng (Bảo Chấn)                  | Lam Anh                                                            | Paris By Night 128 VIP Party    | 2018 |
| 30  | Nguồn Sáng Trong Tim Tôi (Đình Bảo)             | Đình Bảo, Thiên Tôn                                                | Liveshow Đình Bảo               | 2019 |
| 31  | Đường Xa Ướt Mưa (Đức Huy)                      | Đơn ca                                                             | Liveshow Đình Bảo               | 2019 |
| 32  | Tháng Năm Trong Lòng Nhớ (Đình Bảo)             | Đình Bảo, Trần Thu Hà, Nguyễn Hồng Nhung, Lam Anh, Thiên Tôn       | Liveshow Đình Bảo               | 2019 |
| 33  | Chuyện Em Tôi (Ngô Minh Tài)                    | Đơn ca                                                             | Paris By Night Tiếu Vương Hội   | 2023 |

### Chương trình Thúy Nga Music Box
| STT | Tên bài hát                                                              | Thể hiện với                       | Chương trình           | Năm  |
| --- | ------------------------------------------------------------------------ | ---------------------------------- | ---------------------- | ---- |
| 1   | Về Bên Anh Nhé (Hùng Quân)                                               | Đơn ca                             | Thúy Nga Music Box #3  | 2020 |
| 2   | Nơi Tình Yêu Bắt Đầu (Tiến Minh)                                         | Lam Anh                            | Thúy Nga Music Box #3  | 2020 |
| 3   | Cánh Hồng Phai (Dương Khắc Linh & Hoàng Huy Long)                        | Đơn ca                             | Thúy Nga Music Box #3  | 2020 |
| 4   | Niệm Khúc Cuối (Ngô Thụy Miên)                                           | Lam Anh                            | Thúy Nga Music Box #3  | 2020 |
| 5   | Em Đi Rồi (Lam Phương)                                                   | Đơn ca                             | Thúy Nga Music Box #3  | 2020 |
| 6   | Để Nhớ Một Thời Ta Đã Yêu (Thái Thịnh)                                   | Lam Anh                            | Thúy Nga Music Box #3  | 2020 |
| 7   | Mùa Hạ Mãi Xa (Lê Quang)                                                 | Đơn ca                             | Thúy Nga Music Box #16 | 2020 |
| 8   | Đốt Chút Lá Khô (Lê Quang)                                               | Đơn ca                             | Thúy Nga Music Box #16 | 2020 |
| 9   | Một Tình Yêu Vội Vàng (Lê Quang)                                         | Thanh Thảo                         | Thúy Nga Music Box #16 | 2020 |
| 10  | Đi Về Nơi Xa (Lê Quang)                                                  | Đan Trường, Quang Dũng, Thanh Thảo | Thúy Nga Music Box #16 | 2020 |
| 11  | Xóm Đêm (Phạm Đình Chương)                                               | Thiên Tôn, Đình Bảo                | Thúy Nga Music Box #23 | 2020 |
| 12  | Cơn Mơ Băng Giá (Lê Thành Trung)                                         | Đơn ca                             | Thúy Nga Music Box #23 | 2020 |
| 13  | Xin Tình Yêu Ở Lại (LV: Thái Thịnh)                                      | Thiên Tôn, Đình Bảo                | Thúy Nga Music Box #23 | 2020 |
| 14  | Đời Đá Vàng (Vũ Thành An)                                                | Thiên Tôn, Đình Bảo                | Thúy Nga Music Box #23 | 2020 |
| 15  | Tóc Xưa (Bản Cung Thứ) (Ngô Thụy Miên, thơ: Dương Văn Thiệt)             | Đơn ca                             | Thúy Nga Music Box #23 | 2020 |
| 16  | Rồi Mai Tôi Đưa Em (Trường Sa)                                           | Thiên Tôn, Đình Bảo                | Thúy Nga Music Box #23 | 2020 |
| 17  | Như Đã Dấu Yêu (Đức Huy)                                                 | Minh Tuyết                         | Thúy Nga Music Box #28 | 2021 |
| 18  | Ngỡ Một Lần Nữa Anh Quay Về (Phúc Trường)                                | Minh Tuyết                         | Thúy Nga Music Box #28 | 2021 |
| 19  | Tình Bơ Vơ (Lam Phương)                                                  | Minh Tuyết                         | Thúy Nga Music Box #28 | 2021 |
| 20  | Từ Lúc Mình Chia Tay (Thái Thịnh)                                        | Đơn ca                             | Thúy Nga Music Box #28 | 2021 |
| 21  | Tôi Đã Mong Mình Quên (Huỳnh Quốc Huy)                                   | Minh Tuyết                         | Thúy Nga Music Box #28 | 2021 |
| 22  | LK Yêu Thuơng Mong Manh (Đức Trí, Hà Quang Minh) & Xin Lỗi Anh (Hoài An) | Minh Tuyết                         | Thúy Nga Music Box #28 | 2021 |
| 23  | Giờ Thì Anh Đã Biết (Thái Thịnh)                                         | Minh Tuyết                         | Thúy Nga Music Box #28 | 2021 |
| 24  | Xin Còn Gọi Tên Nhau (Trường Sa)                                         | Lam Anh, Trần Thái Hòa             | Thúy Nga Music Box #52 | 2022 |
| 25  | Trong Giấc Mơ Em (Trường Sa)                                             | Đơn ca                             | Thúy Nga Music Box #52 | 2022 |
| 26  | Yêu Em Giữa Đời Quên Lãng (Trường Sa)                                    | Đơn ca                             | Thúy Nga Music Box #52 | 2022 |
| 27  | Mùa Thu Trong Mưa (Trường Sa)                                            | Lam Anh, Trần Thái Hòa             | Thúy Nga Music Box #52 | 2022 |

### Trung tâm Tình
(DVD Version)
| STT | Tên bài hát                   | Thể hiện với   | Chương trình                     | Năm  |
| --- | ----------------------------- | -------------- | -------------------------------- | ---- |
| 1   | Hát Cho Người Ra Đi (Quốc An) | La Sương Sương | Quê Hương Tình Yêu & Tuổi Trẻ 13 | 2005 |

## Sáng tác
Một số ca khúc do Bằng Kiều sáng tác nhạc và lời:
| - Bài Hát Cho Anh (cùng với Vũ Quang Trung) - Chỉ Còn Mưa Rơi - Chỉ Là Như Thế - Chuyện Lạ - Dòng Sông Sao - Để Mãi Bên Nhau (viết lời Việt) - Hè Muộn (sáng tác đầu tay) | - Lại Đây Với Anh - Linh Hồn Đã Mất - Nấc Thang Lên Thiên Đường (viết lời Việt) - Nếu Không Vui Đã Là Sai Rồi - Nhịp Tình Yêu - Và Anh Vẫn Hát |

Bản mẫu:Bằng Kiều